# 東京都立矢口特別支援学校
東京都立矢口特別支援学校（とうきょうとりつ やぐちとくべつしえんがっこう）は、東京都大田区矢口一丁目にある公立特別支援学校。知的障害者を教育対象とする。

## 学部
現在
- 小学部
- 中学部

過去
- 高等部

## 沿革
- 1974年（昭和49年）4月 - 開校。

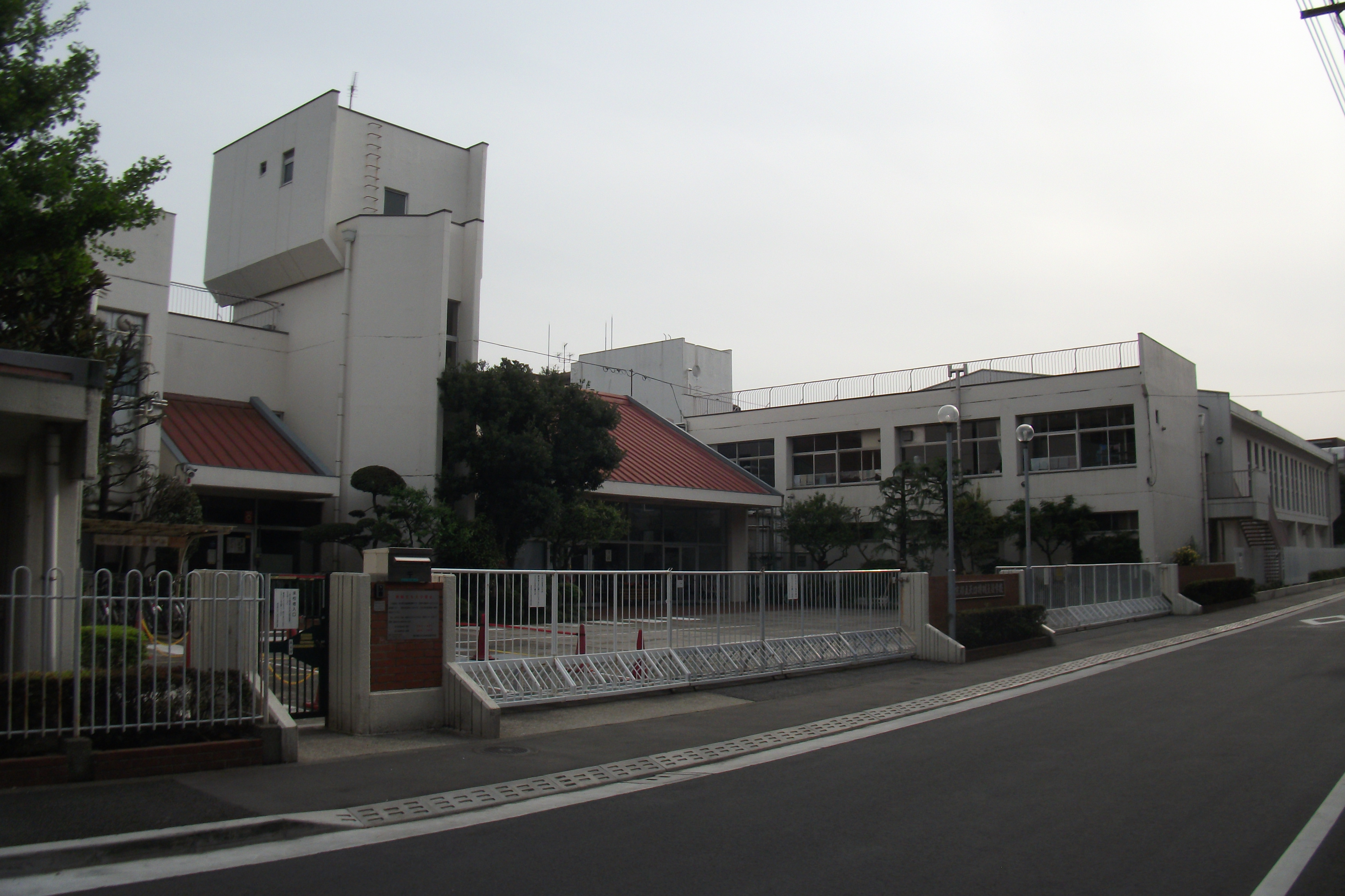
旧校舎（2012年）

- 1975年（昭和50年）4月 - 中学部第1回入学式。
- 1977年（昭和52年）4月 - 高等部第1回入学式。
- 1992年（平成4年）4月 - 心身障害児理解教育推進事業推薦校に指定。
- 1997年（平成9年）9月 - リサイクル・モデル推進校に指定。
- 2006年（平成18年）4月 - 高等部単独校として東京都立田園調布養護学校（現：東京都立田園調布特別支援学校）が開校。副校長2人配置。
- 2008年（平成20年）4月 - 学校名を「東京都立矢口特別支援学校」に変更。
- 2015年（平成27年）8月 - グランド改修工事完了。
- 2016年（平成28年）9月  - 仮設校舎建設工事完了。小学部・中学部仮設校舎移転。
- 2022年（令和4年）8月 - 第1校舎建設完了。小学部・中学部校舎移転。

## 通学区域
- 大田区全域
- 世田谷区
  - 深沢1～5、等々力、中町1～4、上野毛1～3、野毛、尾山台、奥沢、玉川田園調布、玉堤、東玉川[1]

## 主な進学先
- 東京都立港特別支援学校
- 東京都立田園調布特別支援学校

## 著名な出身者
- 金澤翔子 - 書家（2001年から高等部に2学年の間在籍した）